# 河床體育會
河床競技俱樂部（西班牙語：Club Atlético River Plate），一般稱為河床（River Plate），阿根廷國內更有稱其為河（River），是非常出名的阿根廷足球俱樂部，该俱乐部在1901年5月25日布宜诺斯艾利斯博卡区由圣罗莎俱乐部（Santa Rosa，或译作圣玫瑰）和罗萨莱斯俱乐部（或译作玫瑰），而名称来源于英文对拉普拉塔河的称呼。其主要活动为男子职业足球，其球队现为阿根廷甲级联赛球队，主场是位于贝尔格拉诺（Belgrano）的纪念碑球场，该球场为该国最大，可容纳83,196名观众。
「河床」有時用作拉普拉塔河（Rio de la Plata）的英文名稱，這是流經布宜諾斯艾利斯的河流。據聞早年是因為俱樂部創辦人之一 Martínez 發現河上的船隻有水手在踢足球，故以此命名。

## 歷史
二十世紀初，拉普拉塔河岸边，由兩群年輕人組成的球隊——玫瑰（La Rosales）和聖玫瑰（Santa Rosa）——常彼此較勁稱霸區（barrio）內足球，直到後來有人提議何不同心協力，共同組建一個足球俱樂部。於是在商量好隊名，並且簽下文案紀錄後，River Plate（河床隊）終於在1901年5月25日誕生。而第一座球場就選在南內港（Dársena Sud）的東邊。其根據地離同城對手博卡青年的根據地博卡只有一箭之遙。據聞早年博卡青年和河床為了爭地盤，就以一場足球賽分勝負，輸了就要走人。結果河床輸了。河床起先搬到巴勒莫，然後又在1923年搬到Belgrano。

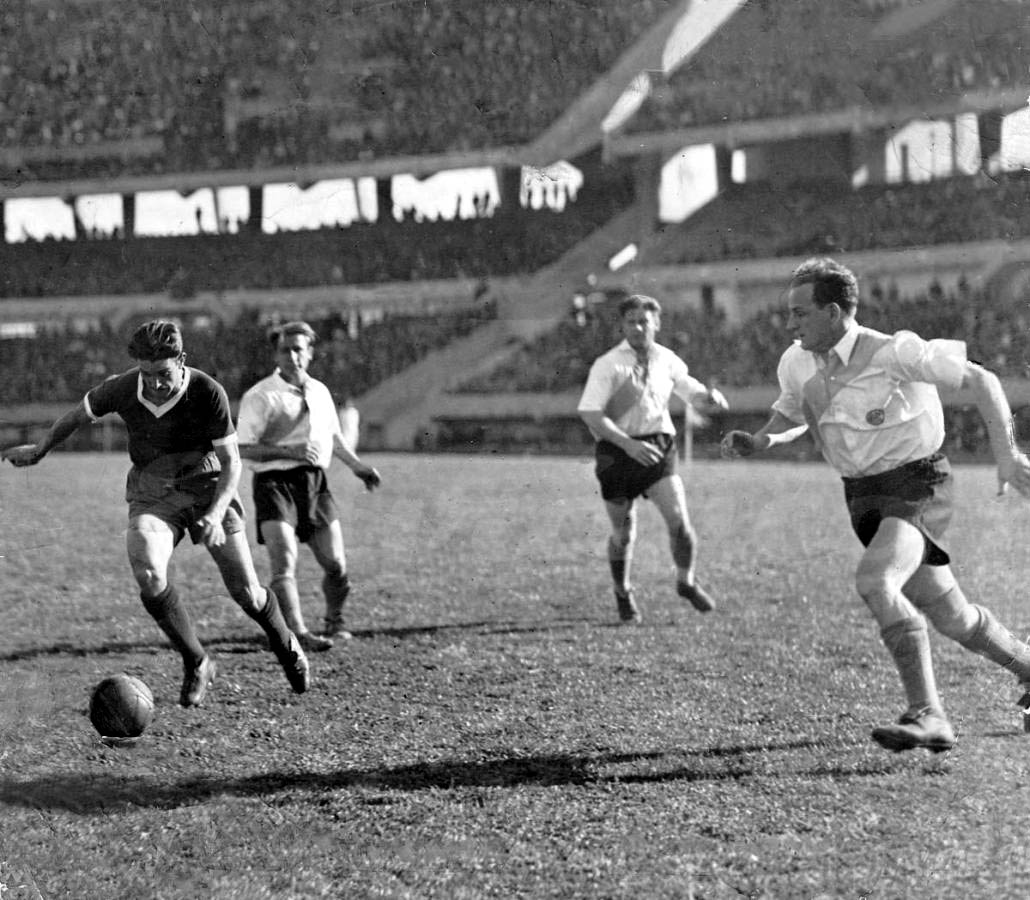
1939 Minella的射門

在1930年代，河床買下了當時的巨星贝尔纳维·费雷拉（Bernabé Ferreyra），而且都用黃金支付他薪水。也因此舉，河床又號稱「富翁球會」。
在1940年代阿尔弗雷多·迪斯蒂法诺在皇家馬德里成名之前曾經在此踢過球。當時有些河床球員被指派到哥倫比亞的 Eldorado 聯賽踢球，因為那是當時世界上最富裕的聯賽。
河床以攻擊足球為出名，其隊也因為攻擊足球打法吸引不少球迷，當時球迷稱隊上的5位前鋒為「火車頭」（La Maquinita）：（Juan Carlos Muñoz）、（José Manuel Moreno）、（Adolfo Pedernera）、（Angelito Labruna）及（Walter Gomez）。
在1952年到1957年之間，河床奪得了5次聯賽冠軍，然後接著就是連續18年的冠軍荒，河床一直到1975年才在教練拉普纳的帶領之下拿了一系列的冠軍。
在1983年，恩索·法蘭斯哥利（Enzo Francescoli）從烏拉圭的Montevideo Wanderers轉會到河床，他被稱為「王子」，河床因為在他的帶領下，整體質素提升，具有和南美一流強隊一較高下的實力。在法蘭斯哥利赴法踢球隔年，河床迎來隊史第一個南美解放者杯。新一代球星如簡尼基亞（Claudio Caniggia）等的出現延續河床在國內外的成功。
兩支國內聯賽超級球隊的對抗總是特別引人注目，若又是「德比大戰」就更是如此。博卡青年和河床的德比戰被BBC譽為半世紀以來最佳德比戰，就像「米蘭大戰」一般（國際米蘭對AC米蘭）。河床現今仍是南美的強隊，雖然在南美自由杯的奪冠次數落後於小保加但國內聯賽則是平分秋色。1986洲際杯戰勝布加勒斯特星隊但於1996負於祖雲達斯。
在2001年沙特邀請賽上，河床和中國球隊大連實德交手，以0-2失利，賽後河床被阿根廷媒體抨擊。
2011年6月，河床110年隊史中首次從甲級聯賽降級至乙級聯賽。

## 球衣及廣告贊助商
| 贊助年期  | 球衣贊助商       | 廣告贊助商 1     | 廣告贊助商 2 | 廣告贊助商 3 |
| --------- | ---------------- | ---------------- | ------------ | ------------ |
| 1979–80   | Sportlandia      | None             |              |              |
| 1981–82   | Olimpia          | None             |              |              |
| 1982–85   | Adidas           | None             |              |              |
| 1985–89   | Adidas           | Fate O           |              |              |
| 1989–91   | Adidas           | Peugeot          |              |              |
| 1991–92   | Adidas           | Carta Credencial |              |              |
| 1992–95   | Adidas           | Sanyo            |              |              |
| 1996-02   | Adidas           | Quilmes          |              |              |
| 2002–06   | Adidas           | Budweiser        |              |              |
| 2006–09   | Adidas           | 巴西石油         |              |              |
| 2009–10   | Adidas           | 巴西石油         | Pokerstars   |              |
| 2011–12   | Adidas           | 巴西石油         | Tramontina   |              |
| 2012–13   | Adidas           | BBVA             | Tramontina   |              |
| 2014–16   | Adidas           | BBVA             | Netshoes     |              |
| 2016      | Adidas           | BBVA             | Netshoes     | Staples      |
| 2016-2017 | Adidas           | BBVA             | Huawei       |              |
| 2018      | Adidas           | BBVA             | Huawei       | Axe          |
| 2018      | 無贊助商         | Huawei           | Axe          | KONAMI       |
| 2019-     | Turkish Airlines | AXION energy     | Axe          | KONAMI       |

## 主場

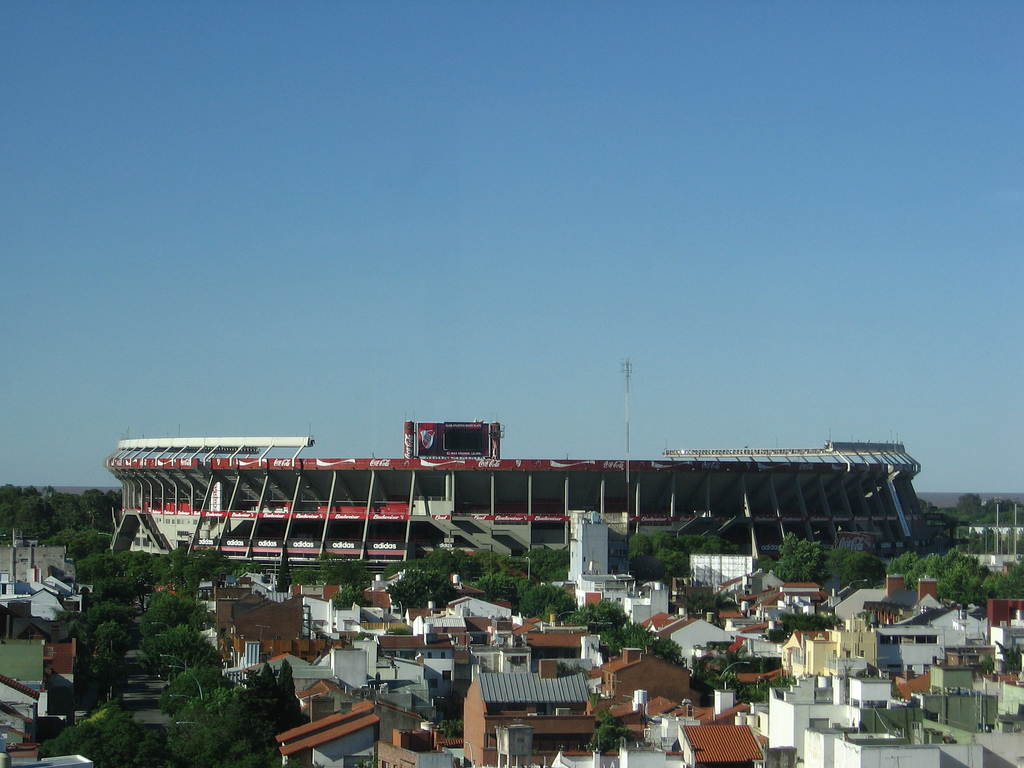
「紀念碑」球場

河床隊主場是纪念碑球场（El Monumental），位於首都布宜諾斯艾利斯的貝爾格拉諾街區（Belgrano），在具體位置上與魯涅茲街區（Núñez）相鄰，球場可容納65645名觀眾，也是歷屆阿根廷國家隊的主場所在地。
紀念碑體育場1935年奠基施工，1938年5月迎來了建成後的第一場比賽。1978年阿根廷世界杯的決賽就是在這塊場地上進行的，也就是在這裡阿根廷首次奪得了世界杯冠軍。1986年，球場被命名為安東尼奧·貝斯普西奧·利貝爾蒂紀念碑球場（Estadio Monumental Antonio Vespucio Liberti），以紀念曾任4屆俱樂部主席的Antonio Vespucio Liberti。

## 榮譽

### 職業隊伍時期
- 阿根廷甲级足球联赛冠軍：38次
  - 1932, 1936, 1937, Copa de Oro 1937 1941, 1942, 1945, 1947, 1952, 1953, 1955, 1956, 1957, Metropolitano 1975, Nacional 1975, Metropolitano 1977, Metropolitano 1979, Nacional 1979, Metropolitano 1980, Nacional 1981, 1985/86, 1989/90, Apertura 1991/92, Apertura 1993/94, Apertura 1994/95, Apertura 1996/97, Clausura 1996/97, Apertura 1997/98, Apertura 1999/00, Clausura 1999/00, Clausura 2001/02, Clausura 2002/03, Clausura 2003/04, Clausura 2007/08, Final 2013/14, 2021, 2023

- 阿根廷杯冠軍：3次
  - 2015/16, 2016/17, 2018/19

- 阿根廷超级杯冠軍：3次
  - 2017, 2019, 2023

### 國際間比賽
- 南美解放者杯冠軍：4次
  - 1986, 1996, 2015，2018

- 洲際盃足球賽冠軍：1次
  - 1986

- 南美超級盃冠軍：3次
  - 2015, 2016, 2019

- 南美球會盃冠軍：1次
  - 2014

- 南美超級球會盃冠軍：1次
  - 1997

- 泛美杯（英语：Copa Interamericana）冠軍：1次
  - 1986

- 骏河银行锦标赛冠軍：1次
  - 2015

- Aldao杯（英语：Copa Aldao）冠軍：5次
  - 1936, 1937, 1941, 1945, 1947

## 著名球星
- 簡尼基亞
- 阿耶拉
- 奧迪加
- 基斯普
- 告魯斯
- 蘇連
- 沙維奧拿
- 艾瑪
- 迪亞歷山度
- 巴迪斯圖達
- 迪·斯提芬奴
- 安祖
- 希古恩

## 其他運動項目
河床隊除了足球之外，在國內籃球聯賽以及排球聯賽也有隊伍。而排球隊更是男女都有。
也有草上曲棍球、手球、西洋棋、網球、體操、空手道、跆拳道、游泳、桌球 (乒乓球)之選手，代表河床俱樂部參加比賽、盃賽、聯賽。

## 外部連結
- 河床官方網站 （页面存档备份，存于）